# Liv Boeree
Olivia „Liv” Boeree (ur. 18 lipca 1984 w Kent) – angielska pokerzystka, prezenterka telewizyjna i modelka.
W 2010 roku wygrała prestiżowy turniej pokera European Poker Tour w San Remo zdobywając 1.250.000 Euro.